# Бокин
Бокин (порт. Boquim)  —  муниципалитет в Бразилии, входит в штат Сержипи. Составная часть мезорегиона Восток штата Сержипи. Входит в экономико-статистический  микрорегион Бокин. Население составляет 25 055 человек на 2006 год. Занимает площадь 214 км². Плотность населения — 111,16 чел./км².
Праздник города —  21 марта.

## История
Город основан 20 февраля 1857 года. 

## Статистика
- Валовой внутренний продукт на 2004 составляет 63.846.570,00 реалов (данные: Бразильский институт географии и статистики).
- Валовой внутренний продукт на душу населения на 2004 составляет 2.575,50 реалов (данные: Бразильский институт географии и статистики).
- Индекс развития человеческого потенциала на 2000 составляет 0,634 (данные: Программа развития ООН).

## География
Климат местности: тропический. В соответствии с классификацией Кёппена, климат относится к категории BQ.